# Simeó el Pietós
Simeó Pius o Simeó el Pietós (grec antic: Συμεών o Συμεάνης, llatí: Symeon o Simeon Pius, Venerabilis o Studita) conegut també com a Simeó Venerable, o Simeó Estudita, va ser un monjo romà d'Orient del monestir d'Estúdion a Constantinoble.
Va viure a la segona meitat del segle x. El seu homòleg Simeó conegut com «el Nou Teòleg» en va ser deixeble, i era tanta la veneració que li professava i li va dedicar-li tants honors i reverències quan va morir que el Nou Teòleg va tenir greus dificultats amb els seus superiors eclesiàstics.
És considerat l'autor d'un tractat curt sobre els deures de la vida ascètica titulat Λόγος ἀσκητικὸς τολυμερὴς ἠθικὸς κεφαλαιώδης, Oratio de vitae asceticae officiis summatim scripta.